# Vicente Macip Comes

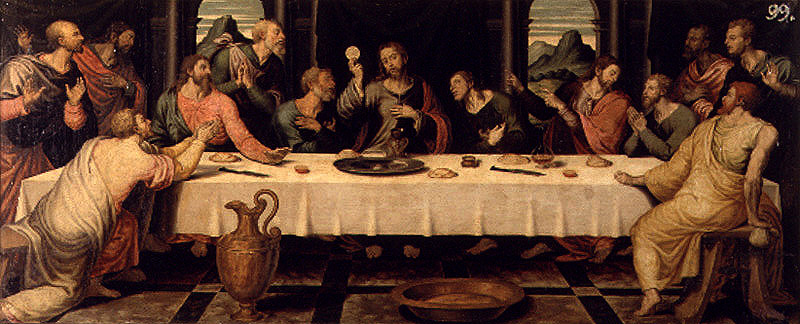
Última Cena, óleo sobre tabla, 35 x 86 cm, Museo de Bellas Artes de Valencia.

Vicente Macip Comes, también conocido como Vicente Joanes (c. 1555-1623) fue un pintor renacentista español, hijo y mimético seguidor de Juan de Juanes cuyo estilo prolonga hasta inicios del siglo XVII sin prestar atención a las nuevas corrientes naturalistas. Es nieto del también pintor Vicente Macip (1475-1545).

## Biografía
Hijo de Juan de Juanes y de Jerónima Comes, debió de nacer en Fuente la Higuera cuando su padre se trasladó a aquella localidad para pintar el retablo mayor. Siendo todavía menor de edad, en julio de 1578 se desplazó a Bocairente para contratar en nombre de su padre el retablo mayor de la iglesia parroquial por 3.000 libras. A los pocos meses, y sin haberlo concluido, murió Juan de Juanes dejando como herederos a su esposa y a sus tres hijos: Vicente, Dorotea y Margarita, que asumían el compromiso de concluir el retablo según los modelos proporcionados por su padre, razón por la que la familia permaneció en Bocairente hasta 1583, aunque los pagos a Vicente Macip, fijados en 850 libras conforme a la tasación de Miguel Joan Porta y Nicolás Borrás, se alargaron hasta 1594.

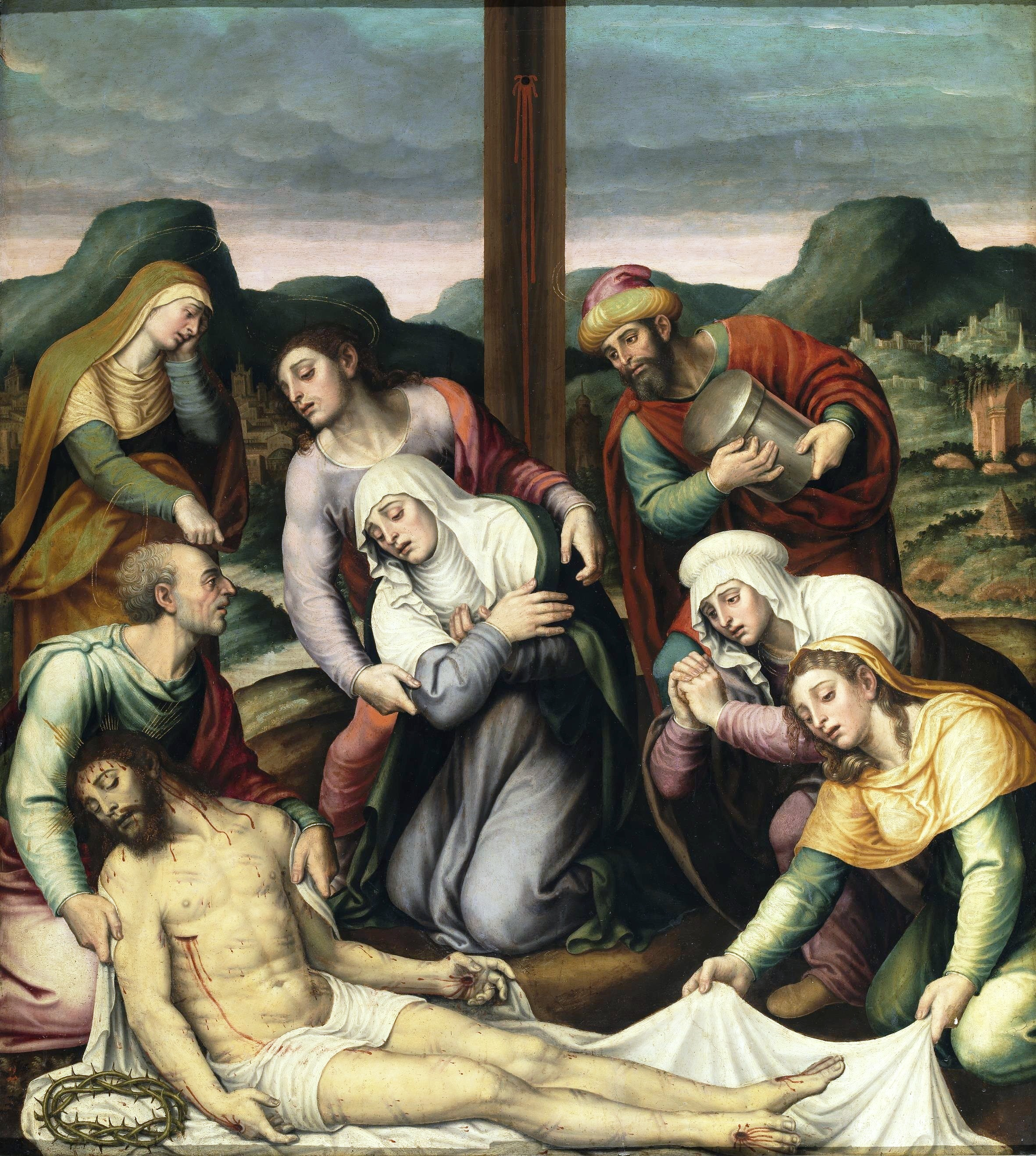
El Descendimiento, de Vicente Macip Comes.. (Museo del Prado, Madrid).

Continuó también el episcopologio de la catedral de Valencia iniciado por su padre, correspondiéndole los retratos de Martín Pérez de Ayala, Fernando de Loaces y el patriarca Juan de Ribera, retocado este por Juan de Sariñena. Vivía todavía en 1623, incapacitado, enfermo y acogido por su yerno.
Se le atribuye una pequeña Santa Cena en el Museo de Bellas Artes de Valencia, compuesta conforme al modelo de la Última Cena de Juan de Juanes en el Museo del Prado pero de ejecución torpe y acusada dolicocefalia en algunas figuras, lo que no impidió que en el pasado fuese muy apreciada. Procedente de la predela de un desaparecido retablo dedicado a San Pedro que se encontraba en la iglesia del Carmen Calzado de Valencia, Marcos Antonio de Orellana decía de sus autores que se hallaba divulgada «la voz de que los laterales de dicho altar son de mano de las hijas de Joanes, que las tenía pintoras».
A la condición de pintores de Vicente, Dorotea y Margarita Joanes, de lo que no hay confirmación documental, parece aludir también el capitán Cristóbal de Virués en un soneto que dedicó a la muerte de Juan de Juanes, «famoso pintor»:

I si quieren acá verte presente
aunque ya estás do el bien eterno abita,
de tus tres hijos tu figura sea,
En pinzel i colores Iuan Vicente,
en ingenio i pintura Margarita,
en discreción i gracia Dorotea.